# Интали (Отирарський район)
Интали́ (каз. Ынталы) — село у складі Отирарського району Туркестанської області Казахстану. Входить до складу Талаптинського сільського округу.
Населення — 733 особи (2021; 791 у 2009, 636 у 1999, 596 у 1989).